# Coupe d'Allemagne de football 1965-1966
Navigation
Édition précédente Édition suivante
La coupe d'Allemagne de football 1965-1966 est la vingt troisième édition de l'histoire de la compétition. La finale a lieu à Francfort au  Waldstadion. 
Le Bayern Munich remporte le trophée pour la deuxième fois de son histoire. Il bat en finale le MSV Duisbourg sur le score de 4 buts à 2.

## Tour de qualification
Résultats du tour de qualification
| Date           | Domicile                 | Extérieur           | Score |
| -------------- | ------------------------ | ------------------- | ----- |
| 02 - 01 - 1966 | Bayern Munich            | Borussia Dortmund   | 2 - 0 |
| 02 - 01 - 1966 | Borussia Mönchengladbach | SC Opel Rüsselsheim | 5 - 1 |

## Premier tour
Résultats du premier tour
| Date           | Domicile                 | Extérieur                 | score           |
| -------------- | ------------------------ | ------------------------- | --------------- |
| 22 - 01 - 1966 | Werder Brême             | TSV 1860 Munich           | 4 - 0           |
| 22 - 01 - 1966 | Hanovre 96               | Hambourg SV               | 2 - 4           |
| 22 - 01 - 1966 | MSV Duisbourg            | VfB Stuttgart             | 2 - 0           |
| 22 - 01 - 1966 | FC Schalke 04            | Tennis Borussia Berlin    | 3 - 1 (a . p .) |
| 22 - 01 - 1966 | Bayern Munich            | Eintracht Brunswick       | 1 - 0           |
| 22 - 01 - 1966 | 1.FC Cologne             | SV Tasmania Berlin        | 1 - 1 (a . p .) |
| 22 - 01 - 1966 | Borussia Mönchengladbach | Borussia Neunkirchen      | 0 - 1 (a. p.)   |
| 22 - 01 - 1966 | SV Südwest Ludwigshafen  | 1. FC Kaiserslautern      | 0 - 1           |
| 22 - 01 - 1966 | Eintracht Francfort      | SV Alsenborn              | 2 - 1           |
| 22 - 01 - 1966 | Karlsruher SC            | Preußen Münster           | 3 - 0           |
| 22 - 01 - 1966 | TSV Schwaben Augsburg    | 1. FC Nuremberg           | 0 - 1           |
| 22 - 01 - 1966 | Fortuna Düsseldorf       | Kickers Offenbach         | 1 - 2           |
| 22 - 01 - 1966 | FC St. Pauli             | 1. FC Saarbrücken         | 4 - 2           |
| 22 - 01 - 1966 | Kieler SV Holstein       | Arminia Bielefeld         | 3 - 1           |
| 02 - 02 - 1966 | FC Fribourg              | Alemannia Aix-la-Chapelle | 4 - 3           |
| 02 - 02 - 1966 | TuS Haste                | SC Concordia Hamburg      | 1 - 2           |

Matchs rejoués
| Date           | Domicile           | Extérieur    | Score |
| -------------- | ------------------ | ------------ | ----- |
| 19 - 02 - 1966 | SV Tasmania Berlin | 1 FC Cologne | 1 - 2 |

## Huitièmes de finale
Résultats des huitièmes de finale
| Date           | Domicile             | Extérieur            | score |
| -------------- | -------------------- | -------------------- | ----- |
| 19 - 02 - 1966 | Hambourg SV          | Borussia Neunkirchen | 4 - 0 |
| 19 - 02 - 1966 | MSV Duisbourg        | FC Schalke 04        | 6 - 0 |
| 19 - 02 - 1966 | 1. FC Nuremberg      | Eintracht Francfort  | 2 - 1 |
| 19 - 02 - 1966 | Fribourg FC          | Karlsruher SC        | 1 - 3 |
| 19 - 02 - 1966 | 1. FC Kaiserslautern | Kieler SV Holstein   | 3 - 0 |
| 19 - 02 - 1966 | Werder Brême         | SC Concordia Hamburg | 2 - 0 |
| 19 - 02 - 1966 | FC Sankt Pauli       | Kickers Offenbach    | 3 - 1 |
| 09 - 03 - 1966 | Bayern Munich        | 1. FC Cologne        | 2 - 0 |

## Quarts de finale
Résultats des quarts de finale
| Date           | Domicile             | Extérieur       | Score |
| -------------- | -------------------- | --------------- | ----- |
| 07 - 04 - 1966 | 1. FC Kaiserslautern | Werder Brême    | 3 - 1 |
| 07 - 04 - 1966 | MSV Duisbourg        | Karlsruher SC   | 1 - 0 |
| 07 - 04 - 1966 | Hambourg SV          | Bayern Munich   | 1 - 2 |
| 08 - 04 - 1966 | FC Sankt Pauli       | 1. FC Nuremberg | 0 - 1 |

## Demi-finales
Résultats des demi-finales
| Date           | Domicile        | Extérieur            | Score      |
| -------------- | --------------- | -------------------- | ---------- |
| 18 - 05 - 1966 | 1. FC Nuremberg | Bayern Munich        | 1 - 2 a.p. |
| 18 - 05 - 1966 | MSV Duisbourg   | 1. FC Kaiserslautern | 4 - 3      |

## Finale
| Entraîneur :     |
| Tschik Čajkovski |

| Entraîneur :      |
| Hermann Eppenhoff |

| Entraîneur :     |
| Tschik Čajkovski |

| Entraîneur :      |
| Hermann Eppenhoff |